# Borommarachathirat I
Somdet Phra Borommaracha I (tiếng Thái: สมเด็จพระบรมราชาธิราชที่ 1, RTGS: Boromma Rachathirat I, ? - 1388), hay còn được gọi với cái tên là Khun Luang Pa Ngua (tiếng Thái: ขุนหลวงพะงั่ว), hoặc Baromaraja I là vị Quốc vương thứ 3 của Vương quốc Ayutthaya trong lịch sử Thái Lan.:29.
Được biết đến như là một chiến binh vĩ đại, vương triều của Boromracha I đánh dấu việc mở rộng Ayutthaya về phía bắc. Ông đã trấn áp một cuộc nổi dậy ở Vương quốc Sukhothai (1371 - 1378) và chinh phục các cường quốc chủ yếu ở miền bắc như Phitsanuloke. Xâm nhập Chiang Mai, lực lượng của ông đã bị đánh bại và đẩy lui tại trận Sen Sanuk, gần Chiang Mai.

## Đoạt ngôi vua Ayutthaya
Khun Luang Pa Ngua xuất thân từ gia tộc Suphanaphum. Hiện chưa rõ lai lịch về song thân phụ mẫu của ông là ai, chỉ biết rằng ông là em rể của Uthong (Ramathibodi I), vua khai quốc của vương triều Ayutthaya và là dượng của Ramesuan, vị quốc vương thứ hai. Khi mới lập quốc, vua Uthong tiến hành phân phong các chư hầu làm phên giậu bảo vệ cho triều đình Ayutthaya: Hoàng tử Ramesuan được phái đi cai trị Lopburi, bên cạnh các tiểu vương khác, bao gồm một hoàng thân làm vua ở Phetsanulok, một hoàng đệ làm tiểu vương tại Praek Srirachat, và Khunluang Pha Ngua, người em rể thuộc dòng họ của dòng họ Suphanaphum, đến trấn thủ giữ Suphanburi. Các tiểu vương này dù phải tuyên thệ trung thành với thiên tử là Ramathibodi I song họ cũng được giữ được 1 số đặc quyền nhất định. Việc cắt đất phong phiên này của Uthong chính là mầm mống cho cuộc tranh đoạt ngai vàng giữa 2 gia tộc Uthong và Suphannaphum kéo dài tận 50 năm sau khi nhà vua qua đời.
Vào một năm không xác định, quân đội Ayutthaya của Vương tử Ramesuan đi tấn công Vương quốc Khmer nhưng lại bị người Khmer đánh tan và phải tháo chạy. Tin tức thua trận truyền về Ayutthaya, và vua Uthong buộc phải phái Khunluang Pha Ngua (Thành chủ Suphanburi) dẫn cứu viện. Thủy quân của Khunluang Pha Ngua tiến đến và đánh bại quân Khmer, thu được chiến lợi phẩm là một lượng lớn gạo, đồng thời bắt đi một số lượng lớn dân cư của Campuchia giải về Ayutthaya..
Năm 1369 (tức năm 732 lịch Chula), vua Uthong băng hà, Hoàng tử Ramesuan – Thành chủ Lopburi về kinh nối ngôi, nhưng chỉ chưa đầy một năm Khunluang Pha Ngua – Thành chủ Suphanburi đã nổi lên đòi ngai vàng. Ramesuan yếu thế hơn, đành phải chấp nhận nhường lại ngôi vị cho người dượng rồi chạy về căn cứ ở Lopburi, còn Khunluang Pha Ngua lên ngôi với vương hiệu Borommaracha I.
Sử gia Damrong Rajanubhab đã đưa ra một giả thuyết rằng: Boromracha I đã mang quân đội của mình đến Ayutthaya vì một số vấn đề chính trị mà Ramesuan không thể giải quyết. Hai người có thể đã thỏa thuận rằng Ramesuan sẽ nhường quyền cai trị Ayutthaya cho Boromracha, đổi lại bản thân sẽ là trữ quân kế nhiệm. Nhưng khi có vẻ như thỏa thuận đã bị vi phạm và Boromracha quyết định đem ngôi vị truyền cho con trai mình - Thong Lan. Hậu quả là sau khi Boromracha vừa nằm xuống thì Ramesuan đã phải dùng đến vũ lực để chiếm lấy ngai vàng và giết chết Thong Lan.
Các học giả hiện đại có suy nghĩ ngược lại. Suchit Wongthet (tiếng Thái: สุจิตต์ วงษ์เทศ) bày tỏ quan điểm rằng việc Boromracha đến Ayutthaya cùng quân đội rõ ràng là để "giành ngôi bằng vũ lực" (tức đảo chính theo thuật ngữ hiện đại), và Ramesuan trở về Lop Buri nhằm mục đích tích lũy thêm quyền lực và chờ cơ hội phản công. Pramin Khrueathong (tiếng Thái: ปรามินทร์ เครือทอง) cũng tin rằng Boromracha đã dùng vũ lực để ép Ramesuan rời khỏi ngai vàng, và rằng đây có thể là lý do khiến Ramesuan căm hận và trút mối oán thù lên đầu con trai nhỏ của Boromracha - tức Thong Lan, để rồi giết chết đứa trẻ một cách dã man sau này.
Những sự kiện này là một phần của một loạt các cuộc xung đột giữa hai gia tộc Uthong va Suphannaphum. Tình trạng này sẽ còn kéo dài đến khi Suphannaphum giành được chiến thắng quyết định trước nhà Uthong vào cuối triều đại của vua Ramracha, để rồi cai trị Ayutthaya thêm hơn một thế kỷ rưỡi tiếp theo (1409 - 1569).

## Trị vì
Năm 1372 (tức 734 lịch Chula), nhà vua tiến đánh Nakhdn Phangkha và Sengcharao và đã giành chiến thắng..
Thời đại của Borommaracha I còn chứng kiến sự mở rộng thế lực của Ayutthaya về phía bắc khi mà lúc này, đế chế Sukhothai, từng một thời là minh chủ của các tộc Thái, nay đã rơi vào thời kỳ suy tàn và trở thành một miếng mồi ngon cho Ayutthaya đang ngày một lớn mạnh. Năm 1371, quân Ayutthaya mở cuộc tổng tấn công đầu tiên, khởi đầu cho cuộc chiến 7 năm giữa hai vương quốc người Thái. Năm 1373, nhà vua lại tấn công thành Chakangrao, tiền đồn của Vương quốc Sukhothai ở phía bắc Ayutthaya. Những người cai trị nơi này là Phraya Sai Keo and Phraya Khamheng đã đem quân ra chống trả. Quân Ayutthaya thắng lợi, giết chết Phraya Sai Keo trong trận chiến, buộc Phraya Khamheng phải rút vào thành cố thủ. Tuy nhiên bức tường thành vững chắc của Chakangrao đã ngăn được bước tiến của đoàn quân Ayutthaya. Tuy nhiên tình hình mau chóng chuyển sang hướng có lợi cho Ayutthaya khi mà vào năm 1375, vua Borommaracha đã đánh chiếm được Phitsanulok - thành phố lớn thứ hai của Sukhothai, bắt giữ thành chủ nơi này là Khun Sam Keo, rồi cưỡng bức rất nhiều cư dân đi theo mình di dời về Ayutthaya.. Để rồi liên tiếp những năm 1376 và 1378, vua Boromracha lại đánh Chakangrao thêm 2 lần nữa. Trận chiến năm 1378 có sự tham gia của quốc vương Sukhothai là Maha Thammaracha (tức vua Lue Thai). Tuy rằng đã đẩy lùi quân Ayutthaya nhiều trận, đến cuối cùng Lue Thai cũng bị đánh bại và phải đến trình diện, bày để tỏ lòng tôn kính với nhà vua Boromracha I.
Thất bại trong cuộc chiến bảy năm đã khiến Sukhothai mất đi vai trò là một vương quốc độc lập. Nửa phía tây vương quốc chính thức bị sáp nhập vào Ayutthaya, trong khi nửa phía đông được trao lại cho vua Lue Thai với tư cách là chư hầu cho nhà Suphanaphum.
Thất bại duy nhất của ông đến vào năm 1380 trong cuộc xâm chiếm Vương quốc Lan Na, tại đất Sen Sanuk, gần thủ đô Chiang Mai của Lan Na.
Năm 1388 (tức năm 750 lịch Chula), vua Borommaracha I dẫn quân tấn công Chakangrao. Nhưng rồi nhà vua bị bệnh và chết trên tuyến hành quân. Hoàng tử Thong Lan - 15 tuổi được đưa lên kế vị ngai vàng  của Vương quốc Ayutthaya. Tuy nhiên vị vua mới này chỉ tại vị được 7 ngày thì đã bị lật đổ và giết hại bởi cựu vương Ramesuan đến từ nhà Uthong.
Những sự kiện này là một phần của một loạt các cuộc xung đột giữa hai gia tộc Uthong va Suphannaphum. Tình trạng này sẽ còn kéo dài đến khi Suphannaphum giành được chiến thắng quyết định trước nhà Uthong vào cuối triều đại của vua Ramracha, để rồi cai trị Ayutthaya thêm hơn một thế kỷ rưỡi tiếp theo (1409 - 1569).

## Danh sách nguồn
- David K Wyatt (2003), Thailand: A Short History (bằng tiếng Anh), Yale University Press, ISBN 978-0-300-08475-7.
- Cœdès, George (1968). The Indianized states of Southeast Asia. University of Hawaii Press. ISBN 9780824803681.
- D. Cushman, Richard (2000), The royal chronicles of Ayutthaya (bằng tiếng Anh), The Siam Society Under Royal Patronage.
- Lê Văn, Quang (1995), Lịch sử vương quốc Thái Lan, Thành phố Hồ Chí Minh: hà xuất bản tổng hợp Thành phố Hồ Chí Minh.
- Kasētsiri, Chānwit (2005). Phetlœ̄t'anan, Thamrongsak (biên tập). 'Ayutthayā prawattisāt læ kānmư̄ang อยุธยา ประวัติศาสตร์และการเมือง [Ayutthaya: History and Politics] (bằng tiếng Thái) (ấn bản thứ 4). Bangkok: Foundation for Promotion of Social Sciences and Humanities Textbooks Project. ISBN 9749157273.
- Van Vliet, Jeremias (2003). Wongthēt, Sučhit (biên tập). Phongsāwadā krung sī 'ayutthayā chabap wan walit phutthasakkarāt song phan nưng rǭi pǣtsip sǭng พงศาวดารกรุงศรีอยุธยา ฉบับวันวลิต พ.ศ. ๒๑๘๒ [Van Vliet Chronicle of Ayutthaya, 2182 BE (1640 CE)] (bằng tiếng Thái). Translated by Wanāsī Sāmanasēn (ấn bản thứ 2). Bangkok: Matichon. ISBN 9743229221.
- Phrarātchaphongsāwadān chabap phrarātchahatthalēkhā lem nưng พระราชพงศาวดาร ฉบับพระราชหัตถเลขา เล่ม ๑ [Royal Autograph Chronicle, Volume 1] (bằng tiếng Thái) (ấn bản thứ 8). Bangkok: Fine Arts Department of Thailand. 1991. ISBN 9744171448.